# Bór (Częstkowo)
Bór – część wsi Częstkowo w Polsce, położona w województwie pomorskim, w powiecie wejherowskim, w gminie Szemud. Wchodzi w skład sołectwa Częstkowo.
W latach 1975–1998 Bór administracyjnie należał do województwa gdańskiego.